# Hems
En hems er etagedæk eller en platform i et åbent rum, højere end en etage. For eksempel kan det være placeret i et rum, der er åbnet til kip. En hems findes ofte i hytter, fritidshuse eller i beboelser hvor der er høje rum. Hemsens funktion er at udnytte pladsen i højden til at bedre plads til opbevaring eller som soveområde. 
I Danmark indgår en hems ikke i beregningen af beboet areal i en bolig, så længe den del af hemsens areal, hvor der er over 1,5 m til taget, ikke overstiger 4,5 m².
Regler for konstruktion af hemse hører i Danmark ind under Småhusreglementet, også kaldet Bekendtgørelsen for byggerier af småhuse, hvor afsnit 3.4.6 om indskudte etager omhandler hemse.

## Oprindelse
Ordet hems stammer fra norsk og kommer ifølge Den Danske Ordbog muligvis fra stednavnet Hemsedal.